# 佩德羅灣 (阿拉斯加州)
佩德羅灣（英語：Pedro Bay）是位於美國阿拉斯加州湖泊-半島自治市鎮的一個非建制地區和人口普查指定地區。根據2010年美國人口普查，該地人口為42人，而該地的面積約為49.10平方千米。

## 地理
佩德羅灣的座標為59°46′56″N 154°07′57″W / 59.78222°N 154.13250°W，而該地的平均海拔高度為12米（即39英尺）。